# Peter Boyle (épidémiologiste)
Pour les articles homonymes, voir Peter Boyle et Boyle.
Peter Boyle, né le 8 juin 1951 à Glasgow et mort le 23 juillet 2022 à Dardilly, est un épidémiologiste britannique. Il a effectué des recherches sur la mondialisation du cancer, grâce auxquelles il a démontré la spectaculaire augmentation du cancer dans les pays à faibles et moyens revenus.

## Biographie
Peter Boyle naît à Glasgow, Écosse et étudie les statistiques à l’université de Glasgow (BSC en 1974). En 1985, il obtient son Ph.D. en épidémiologie de la faculté de médecine de l’université de Glasgow.
À l’origine, il veut devenir enseignant, mais sa passion pour la science l’emporte et il travaille de 1974 à 1977 comme statisticien au sein du Département de Médecine de l’Université de Glasgow, puis les 7 années suivantes au West of Scotland Cancer Surveillance Unit à Glasgow. 
En 1984 il part pour Boston où il exerce la fonction de Professeur adjoint au sein des Départements de Biostatistique et d’Épidémiologie à l’Harvard School of Public Health et de la Division de Biostatistique et d’Épidémiologie du Dana-Farber Cancer Institute. Pendant cette période, Peter Boyle coécrit ses deux premiers articles pour le Lancet sur la mortalité due au cancer en Écosse. En 1986, il revient en Europe et devient Chercheur et Chef de Groupe au Centre international de recherche sur le cancer (CIRC) à Lyon, France. En 1991, il retourne à Milan, Italie, où il devient le premier Président du Département d’Épidémiologie et Biostatistique et Directeur de la  Division of Cancer Control de l’European Institute of Oncology, EIO (Institut Européen d’Oncologie). C’est durant cette période que l'European Code against Cancer (Code Européen contre le Cancer) est écrit et que sa 3e édition, sous la direction de Peter Boyle, est publiée (2003).
En 2003, Peter Boyle revient à Lyon où il est élu 4e Directeur du CIRC, fonction qu’il exerce de 2004 à 2008.
En 2009 Peter Boyle devient Président-fondateur d'un institut de recherche privé, l'International Prevention Research Institute, situé à Lyon, France.
Parallèlement à ses principales fonctions, il occupe plusieurs postes de Professeur (associé et/ou honorifique) dans différentes Universités, notamment l’Université de Birmingham (1996-), l’Université de Milan (1996–2004), l’Université de Pittsburgh (1996–2002), l’Université de Glasgow (1998-), l’Université d’ Innsbruck (1998) et l’Université d’Oxford (2003-).
Il est Editeur-en-chef (en collaboration avec Carlo La Vecchia et Alec Walker) du Journal of Epidemiology and Biostatistics de 1995 à 2003 et du European Journal of Cancer de 1990 à 1994. Peter Boyle est également Editeur associé de l’Oncology and Haematology Literature Service de 1993 à 1998 et l’est encore aujourd'hui pour les revues Annals of Oncology (depuis 1999) et British Journal of Urology International (depuis 2002). En outre, il a été ou est encore membre des comités éditoriaux des revues suivantes : Cancer Causes and Control (1990–1994), Swiss Journal of Social and Preventive Medicine (1990-), British Journal of Cancer (1990–1997), Prospectives (1990–1999), BPH Observer (1990–99), The Breast (1991–1997), Oral Oncology (1991-), European R and D Database (1993–1998), Lung Cancer (1995-), Journal of Radiation Therapy (1996-), European Cancer News (1996–1998), Journal of Gynecologic Oncology (1996-), Annals of Oncology (1996-), URO (Journal portugais d’urologie) (1996-), Breast Cancer Online (1999-), Lancet (2003-), Nature Clinical Practice Urology (2004-), Molecular Oncology (2006-).
Peter Boyle a publié plus de 500 articles dans des revues scientifiques et a coécrit/écrit quelque 23 livres, notamment des manuels et des atlas sur le cancer.
Peter Boyle meurt le 23 juillet 2022 à Dardilly, à l'âge de 71 ans,.

## Contributions
Peter Boyle a axé la majorité de ses travaux de recherche sur la prévention. Il a apporté sa contribution aux domaines du tabac et du cancer du poumon, du cancer du sein et du cancer de la prostate. De renommée internationale, Peter Boyle est un fervent défenseur de la prévention contre le cancer (European Code Against Cancer, The Globalisation of Cancer).
Peter Boyle a été ou est membre de nombreux comités scientifiques internationaux, notamment en tant que Secrétaire de la section épidémiologie et prévention de l'Organisation européenne pour la recherche et le traitement du cancer, Bruxelles (1986–1992), Président de la section Épidémiologie et Prévention de l’European Society of Mastology (1989–1997), membre de l’International Prostate Health Council (1989–2003), membre du Comité consultatif scientifique de l’European School of Oncology, Milan (1992–1999), Président de l’European Commission Expert Committee Cancer Plan (2000–2004), Président du Comité d’évaluation scientifique du Fonds communautaire du tabac, CE (1999–2002), PDG du Comité consultatif de l’American Cancer Society (2002-), membre du Comité des Affaires Internationales de l’AACR (2003-), membre du Multidisciplinary Oncology Committee de l’ESMO (2006-), membre du Comité des Affaires Internationales de l’ASCO (2008-).

## Distinctions scientifiques
Il a reçu d’innombrables médailles et distinctions et est membre de nombreuses sociétés savantes, notamment en tant que membre honoraire de l’Argentine Medical Association (1996), chevalier de l'ordre du Mérite de la République de Pologne (2000), Membre de la Royal Society of Edinburgh (2000). Le président d’Israël lui décerne l’Award for Lifetime Contribution to Cancer Research à l’occasion du 50e anniversaire de l’Israel Cancer Association, Jérusalem (2002). Il devient membre honoraire de la Hungarian Cancer Society et de la Société européenne de radiologie thérapeutique et d'oncologie (ESTRO) en 2003. L’université d'Aberdeen lui remet le titre de docteur honoris causa ès sciences (2006) et il est élu membre de l’Academy of Medical Sciences (2006), du Royal College of Physicians of Edinburgh (2006) et membre de plein droit de l’ESMO en 2006. Il reçoit le Gold Award of the Health Promotion Foundation of Poland (2008).